# Sparkasse Mecklenburg-Strelitz
Die Sparkasse Mecklenburg-Strelitz ist eine im Bereich des ehemaligen Landkreises Mecklenburg-Strelitz, jetzt Teil des Landkreises Mecklenburgische Seenplatte, tätige Sparkasse mit Sitz in Neustrelitz.

## Wirtschaftliche Entwicklung
|                           | 2006  | 2007  | 2008  | 2009  | 2010  | 2011  |
| ------------------------- | ----- | ----- | ----- | ----- | ----- | ----- |
| Bilanzsumme (Mio. Euro)   | 515,4 | 505,0 | 515,4 | 482,5 | 504,7 | 515,6 |
| Einlagen (Mio. Euro)      | 405,9 | 407,6 | 417,5 | 402,8 | 405,7 | 420,2 |
| Kundenkredite (Mio. Euro) | 243,1 | 227,2 | 214,6 | 209,7 | 209,0 | 215,8 |
| Mitarbeiter               | 153   | 155   | 153   | 146   | 146   | 146   |

## Struktur

### Vorstand und Verwaltungsrat
Der Vorstand besteht aus zwei Mitgliedern, Susanne Schön (Vorsitzende) und Steffen Winkel. Dem Verwaltungsrat gehören elf Mitglieder an, Vorsitzender ist Heiko Kärger.

### Ehemalige Persönlichkeiten
- Klaus-Michael Körner, Verwaltungsratsmitglied bis zum 1. Oktober 2010